# Semiothisa respersata
Semiothisa respersata là một loài bướm đêm trong họ Geometridae.